# Aphyllorchis caudata
Aphyllorchis caudata är en orkidéart som beskrevs av Robert Allen Rolfe och Dorothy Downie. Aphyllorchis caudata ingår i släktet Aphyllorchis och familjen orkidéer. Inga underarter finns listade i Catalogue of Life.